# شاين نيلسون (لاعب كرة قدم أمريكية)
شاين نيلسون (بالإنجليزية: Shane Nelson)‏ هو لاعب كرة قدم أمريكية أمريكي، ولد في 25 مايو 1955 في ماتيس في الولايات المتحدة.